# Xylocopa pallidiscopa
Xylocopa pallidiscopa är en biart som beskrevs av Hurd 1961. Xylocopa pallidiscopa ingår i släktet snickarbin, och familjen långtungebin. Inga underarter finns listade i Catalogue of Life.